# Rhamphomyia bellinosetosa
Rhamphomyia bellinosetosa är en tvåvingeart som beskrevs av Bartak 2007. Rhamphomyia bellinosetosa ingår i släktet Rhamphomyia och familjen dansflugor.
Artens utbredningsområde är Italien. Inga underarter finns listade i Catalogue of Life.